# Памятники архитектуры (Дюссельдорф-Гольцхайм)
Перечень памятников архитектуры района Гольцхайм (административный район г. Дюссельдорфа, Германия) включает в себя 37 охраняемых законом и каталогизированных памятников архитектуры, представляющих историческую и художественную ценность. Этот перечень включен в общий список памятников архитектуры Дюссельдорфа на основании закона о памятниках архитектуры Северного Рейна-Вестфалии.

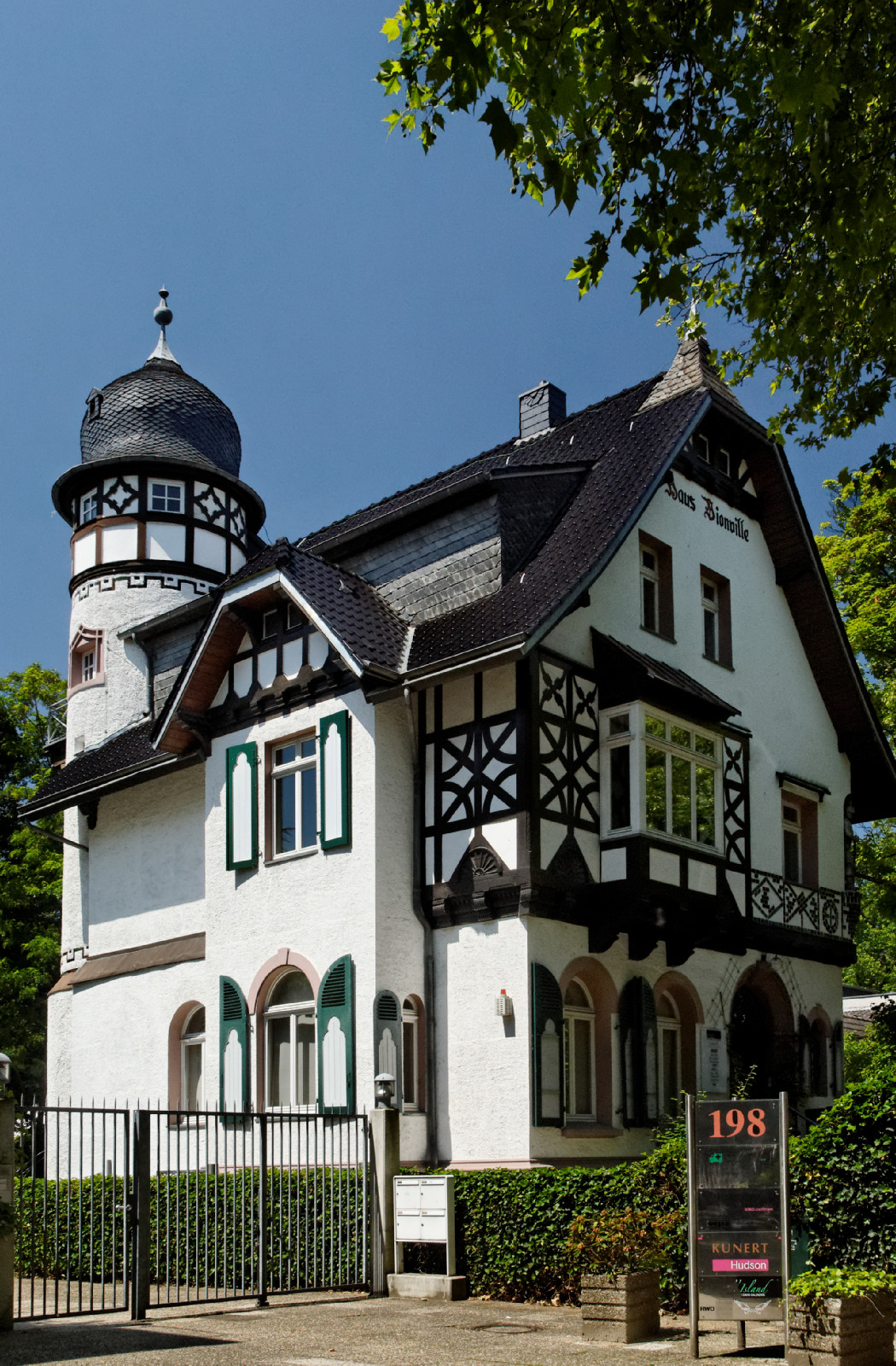
Вилла Фион

## Список
- (1) Ам Бинненвассер 3 (Am Binnenwasser 3). Жилое здание. Время строительства: 1913 год. Стиль: Фахверк. Охраняется с 23 февраля 1982 года.
- (194) Ам Бинненвассер 14 (Am Binnenwasser 14). Жилое здание. Время строительства: с 1927 по 1928 год. Стиль: Двадцатые годы. Охраняется с 29 июля 1982 года.
- (201) Кайзерсвертер Штрассе 200 (Kaiserswerther Str. 200). Жилое здание. Время строительства: с 1893 по 1894 год. Стиль: Неоренессанс. Охраняется с 29 сентября 1982 года.
- (211) Ам Бинненвассер 5 (Am Binnenwasser 5). Жилое здание. Время строительства: 1911 год. Стиль: Неоренессанс. Охраняется с 27 сентября 1982 года.
- (212) Ам Бинненвассер 7, 9, 11 (Am Binnenwasser 7, 9, 11). Жилое здание. Время строительства: 1913 год. Стиль: Необарокко. Охраняется с 27 сентября 1982 года.
- (254) Кайзерсвертер Штрассе 160—166 (Kaiserswerther Str. 160—166). Жилое здание. Время строительства: с 1924 по 1925 год. Стиль: Двадцатые годы. Охраняется с 19 ноября 1982 года.
- (263) Цецилиен-аллее 51, 52 (Cecilienallee 51, 52). Жилое здание. Время строительства: с 1926 по 1927 год. Стиль: Двадцатые годы. Охраняется с 22 ноября 1982 года.
- (265) Кайзерсвертер Штрассе 188, 190, 192 (Golzheimer Platz 2, 4, 6, 8, 10, 12). Жилое здание. Время строительства: с 1922 по 1924 год. Стиль: Двадцатые годы. Охраняется с 22 ноября 1982 года.
- (278) Гольцхаймер Плац 5 (Kaiserswerther Str. 188, 190, 192). Жилое здание. Время строительства: с 1922 по 1924 год. Стиль: Двадцатые годы. Охраняется с 22 ноября 1982 года.
- (279) Гольцхаймер Плац 5 (Golzheimer Platz 5). Жилое здание. Время строительства: с 1925 по 1926 год. Стиль: Двадцатые годы. Охраняется с 23 ноября 1982 года.
- (516) Цецилиен-аллее 4 (Cecilienallee 4). Жилое здание. Время строительства: 1911 год. Стиль: Необарокко. Охраняется с 17 января 1984 года.
- (690) Цецилиен-аллее 37, 38, 38а (Cecilienallee 37, 38, 38а). Жилое здание. Время строительства: 1925 год. Стиль: Двадцатые годы. Охраняется с 20 августа 1984 года.